# Hans Schwarz (Widerstandskämpfer)
Hans Schwarz, eigentlich Johann Karl Svarz (* 27. März 1904 in Wien; † 6. April 1970 in Hamburg) war ein österreichischer Marxist, KZ-Häftling und antifaschistischer Widerstandskämpfer.

## Leben

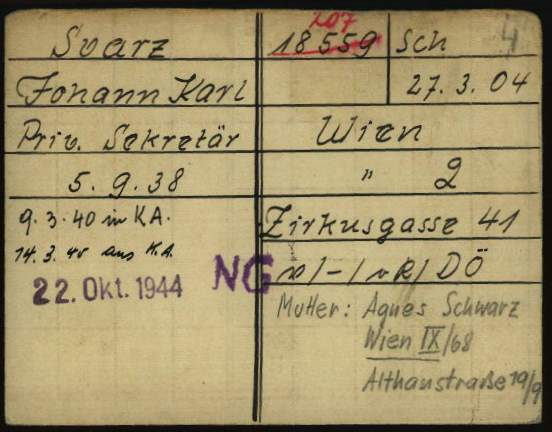
Registrierungskarte von Hans Schwarz als Gefangener im nationalsozialistischen Konzentrationslager Dachau

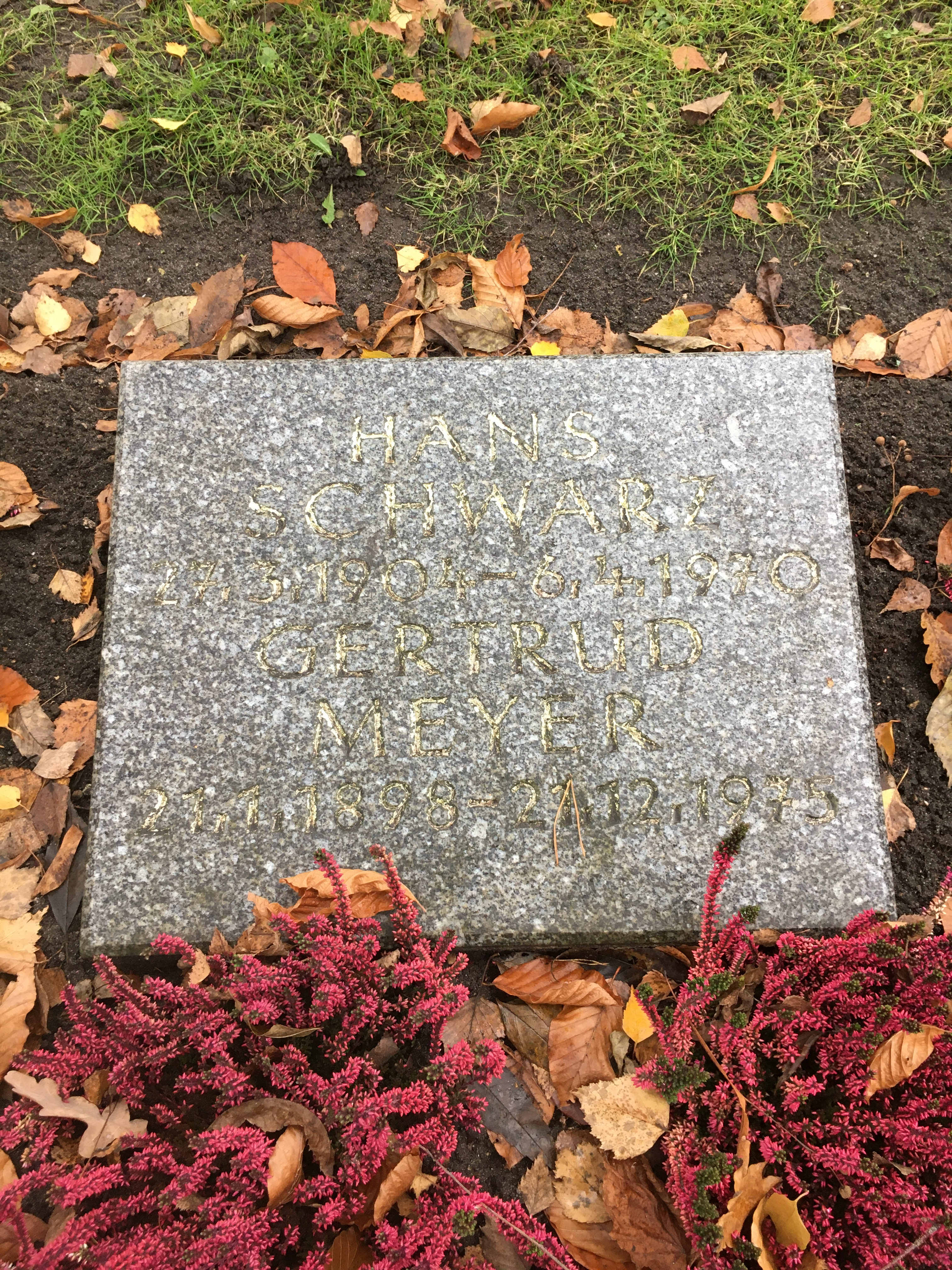
Grabstein Hans Schwarz und Gertrud Meyer, Geschwister-Scholl-Ehrenfeld, Friedhof Ohlsdorf

Schwarz wurde als Johann Karl Svarz und Sohn eines sozialdemokratischen Eisenbahners in Wien geboren. Hier besuchte er das Gymnasium und gehörte ab 1920 den Kinderfreunden und der Sozialistischen Arbeiter-Jugend an. Als Mitglied der illegalen KPÖ nahm er 1934 an den Februarkämpfen teil und flüchtete danach in die Schweiz. Ab Februar 1935 lebte er wieder in Österreich  und wurde als Organisationssekretär des illegalen KJVÖ tätig. Am 10. April 1937 wurde Schwarz verhaftet und am 9. November 1937 vom Landesgericht für Strafsachen Wien I wegen Herstellung und Verbreitung kommunistischer Druckwerke zu 18 Monaten Arrest verurteilt. Im Zuge der Februaramnestie kam er am 18. Februar 1938 frei.
Nach dem Anschluss Österreichs an das Deutsche Reich wurde er am 5. September 1938 in das KZ Dachau eingewiesen, wo er als Lagerschreiber eingesetzt wurde. Wegen subversiver Tätigkeit wurde er im Oktober 1944 in das KZ Neuengamme verlegt, wo er ebenfalls als Häftlingslagerschreiber eingesetzt war. Schwarz leitete in Neuengamme das dortige Internationale Häftlingskomitee. Anfang Mai 1945 konnte er sich auf dem Weg zur SS-Kaserne Langenhorn absetzen.
Unmittelbar nach dem Krieg arbeitete er als Vorsitzender der  österreichischen Delegation in der Britischen Besatzungszone und gründete in Hamburg das Komitee ehemaliger politischer Gefangener, das schon im Juni 1945 eine Erkundungsreise durch Deutschland durchführte, um Informationen über sogenannte KZ-Betreuungsstellen in verschiedenen Landesteilen einzuholen. Er trat als Zeuge im Neuengamme-Hauptprozess auf. Schwarz wurde später auch Generalsekretär der Nachfolgeorganisation Vereinigung der Verfolgten des Naziregimes (VVN).
Ab Mai 1958 war er Generalsekretär der Amicale de Neuengamme, der Internationalen Lagergemeinschaft Neuengamme. Sein umfangreicher Nachlass wurde zunächst in der Forschungsstelle für Zeitgeschichte Hamburg (FStHH) aufbewahrt und 2007 der KZ-Gedenkstätte Neuengamme übergeben. Neben zahlreichen Berichten von Häftlingen, die Schwarz systematisch sammelte, dokumentiert er auch die zentrale Rolle, die er beim Aufbau einer nationalen Organisation überlebender politischer Häftlinge in Deutschland gespielt hat.
Im Bereich des Ehrenfeldes der Geschwister-Scholl-Stiftung, Planquadrat Bn 73 Nr. 225, befindet sich ein Kissenstein zu Ehren von Hans Schwarz zusammen mit der deutschen Widerstandskämpferin und Autorin Gertrud Meyer.